# کیم مین-سوک (اسکیت‌باز سرعت)
کیم مین-سوک (کره‌ای: 김민석؛ زادهٔ ۱۴ ژوئن ۱۹۹۹) اسکیت‌باز سرعت اهل کره جنوبی است.
از افتخارات وی میتوان به کسب مدال نقره در بازی‌های المپیک زمستانی ۲۰۱۸ اشاره‌کرد.